# الینسا، پزاریری
الینسا، پزاریری (به لاتین: Alınca, Pazaryeri) یک منطقهٔ مسکونی در ترکیه است که در استان بیله‌جک واقع شده‌است.

## خصوصیات
الینسا ۴۰ نفر جمعیت دارد.